# Колодкино (Нижегородская область)
Коло́дкино — посёлок в Нижегородской области России. Входит в состав административно-территориальное образования сельсовет Бабино городского округа Город Дзержинск.

## География
Посёлок находится в 10 км от города Дзержинск.

## История
В «Списке населенных мест» Нижегородской губернии по данным за 1859 год значится как казённая деревня при реке Оке Чернорецкой волости Балахнинского уезда в 54 верстах от уездного города Балахна. В деревне насчитывалось 69 дворов и проживало 310 человек (135 мужчин и 175 женщин).

## Культура
Близ посёлка каждый год проходит Всероссийский межрегиональный фестиваль исторической реконструкции «Братина».

## Улицы
- улица Зелёный Ров
- улица Новая
- улица Огородная
- улица Осипенко
- улица Революции
- улица Юбилейная

## Население
| 2010 |
| ---- |
| 383  |